# Рослини Луганської області, занесені до Червоної книги України
Список рослин Луганської області, занесених до Червоної книги України.

## Статистика
До списку входить 117 видів рослин, з них:
- Судинних рослин — 107;
- Мохоподібних — 0;
- Водоростей — 0;
- Лишайників — 2;
- Грибів — 8.

Серед них за природоохоронним статусом: 
- Вразливих — 44;
- Рідкісних — 21;
- Недостатньо відомих  — 7;
- Неоцінених — 30;
- Зникаючих — 15;
- Зниклих у природі — 0;
- Зниклих — 0.

## Список видів
| № п/п | Українська назва виду                                                                    | Латинська назва виду                                                 | Природоохоронний статус | Група           |
| ----- | ---------------------------------------------------------------------------------------- | -------------------------------------------------------------------- | ----------------------- | --------------- |
| 1     | Аспленій Гейфлера                                                                        | Asplenium x heufleri Reichardt                                       | Зникаючий               | Судинні рослини |
| 2     | Астрагал донський                                                                        | Astragalus tanaiticus K.Koch                                         | Рідкісний               | Судинні рослини |
| 3     | Астрагал крейдолюбний                                                                    | Astragalus cretophilus Klokov                                        | Рідкісний               | Судинні рослини |
| 4     | Астрагал сарептський                                                                     | Astragalus sareptanus A.Beck.                                        | Рідкісний               | Судинні рослини |
| 5     | Астрагал Цингера                                                                         | Astragalus zingeri Korsh.                                            | Зникаючий               | Судинні рослини |
| 6     | Астрагал шерстистоквітковий                                                              | Astragalus dasyanthus Pall.                                          | Вразливий               | Судинні рослини |
| 7     | Астрагал яйцеплідний                                                                     | Astragalus testiculatus Pall.                                        | Рідкісний               | Судинні рослини |
| 8     | Береза дніпровська                                                                       | Betula borysthenica Klokov                                           | Неоцінений              | Судинні рослини |
| 9     | Білопавутинник бульбистий                                                                | Gymnadenia densiflora (Wahlenb.) A.Dietr.                            | Рідкісний               | Гриби           |
| 10    | Брандушка різнобарвна (пізньоцвіт різнобарвний)                                          | Bulbocodium versicolor (Ker Gawl.) Spreng.                           | Вразливий               | Судинні рослини |
| 11    | Булатка довголиста                                                                       | Cephalanthera longifolia (L.) Fritsch                                | Рідкісний               | Судинні рослини |
| 12    | Булатка червона                                                                          | Cephalanthera rubra (L.) Rich.                                       | Рідкісний               | Судинні рослини |
| 13    | Бурачок голоніжковий                                                                     | Alyssum gymnopodum P.Smirn.                                          | Вразливий               | Судинні рослини |
| 14    | Водяний горіх плаваючий                                                                  | Trapa natans L. s.l.                                                 | Неоцінений              | Судинні рослини |
| 15    | Волошка донецька                                                                         | Centaurea donetzica Klokov                                           | Вразливий               | Судинні рослини |
| 16    | Волошка первинногерберова                                                                | Centaurea protogerberi Klokov                                        | Зникаючий               | Судинні рослини |
| 17    | Гіацинтик Палласів                                                                       | Hyacinthella pallasiana (Steven) Losinsk.                            | Вразливий               | Судинні рослини |
| 18    | Гісоп крейдяний                                                                          | Hyssopus cretaceus Dubjan.                                           | Неоцінений              | Судинні рослини |
| 19    | Гніздівка звичайна                                                                       | Neottia nidus-avis (L.) Rich.                                        | Неоцінений              | Судинні рослини |
| 20    | Головачка Литвинова                                                                      | Cephalaria litvinovii Bobrov                                         | Зникаючий               | Судинні рослини |
| 21    | Горицвіт весняний                                                                        | Adonis vernalis L.                                                   | Неоцінений              | Судинні рослини |
| 22    | Горицвіт волзький                                                                        | Adonis wolgensis Steven ex DC.                                       | Неоцінений              | Судинні рослини |
| 23    | Громовик гранітний                                                                       | Onosma graniticola Klokov                                            | Зникаючий               | Судинні рослини |
| 24    | Громовик донський                                                                        | Onosma tanaitica Klokov                                              | Неоцінений              | Судинні рослини |
| 25    | Дворядник крейдяний                                                                      | Diplotaxis cretacea Kotov                                            | Вразливий               | Судинні рослини |
| 26    | Дельфіній руський                                                                        | Delphinium rossicum Litv.                                            | Вразливий               | Судинні рослини |
| 27    | Дельфіній Сергія                                                                         | Delphinium sergii Wissjul.                                           | Вразливий               | Судинні рослини |
| 28    | Дельфіній яскраво-червоний                                                               | Delphinium puniceum Pall.                                            | Рідкісний               | Судинні рослини |
| 29    | Ентолома смердюча, рожевопластинник смердючий                                            | Entoloma nidorosum (Fr.) Quél.                                       | Рідкісний               | Гриби           |
| 30    | Еспарцет Васильченка                                                                     | Onobrychis vassilczenkoi Grossh.                                     | Зникаючий               | Судинні рослини |
| 31    | Жировик Льозеля                                                                          | Liparis loeselii (L.) Rich.                                          | Вразливий               | Судинні рослини |
| 32    | Жовтушник український                                                                    | Erysimum ucranicum J. Gay.                                           | Вразливий               | Судинні рослини |
| 33    | Жовтушниця Талієва (сиренія Талієва)                                                     | Syrenia talijevii Klokov                                             | Вразливий               | Судинні рослини |
| 34    | Зіркоплідник частуховий                                                                  | Damasonium alisma Mill.                                              | Зникаючий               | Судинні рослини |
| 35    | Зміячка австрійська (скорзонера австрійська)                                             | Scorzonera austriaca Willd.                                          | Зникаючий               | Судинні рослини |
| 36    | Зморшок степовий                                                                         | Morchella steppicola Zerova.                                         | Рідкісний               | Гриби           |
| 37    | Зозулинець шоломоносний                                                                  | Orchis militaris L.                                                  | Вразливий               | Судинні рослини |
| 38    | Зозулині сльози яйцеподібні                                                              | Listera ovata (L.) R.Br.                                             | Неоцінений              | Судинні рослини |
| 39    | Зозульки м'ясочервоні (пальчатокорінник м'ясочервоний)                                   | Dactylorhiza incarnata (L.) Soy s.l.                                 | Вразливий               | Судинні рослини |
| 40    | Зозульки травневі (пальчатокорінник травневий)                                           | Dactylorhiza majalis (Rchb.) P.F.Hunt et Summerhayes s.l.            | Рідкісний               | Судинні рослини |
| 41    | Зозульки Фукса (пальчатокорінник Фукса)                                                  | Dactylorhiza fuchsii (Druce) Soy                                     | Неоцінений              | Судинні рослини |
| 42    | Калофака волзька                                                                         | Calophaca wolgarica (L. f.) DC.                                      | Вразливий               | Судинні рослини |
| 43    | Карагана скіфська                                                                        | Caragana scythica (Kom.) Pojark.                                     | Вразливий               | Судинні рослини |
| 44    | Катран татарський                                                                        | Crambe tataria Sebeyk                                                | Вразливий               | Судинні рослини |
| 45    | Катран шорсткий                                                                          | Crambe aspera М. Bieb.                                               | Вразливий               | Судинні рослини |
| 46    | Келерія Талієва                                                                          | Koeleria talievii Lavrenko                                           | Неоцінений              | Судинні рослини |
| 47    | Клеома птахоніжкоподібна (клеома донецька, клеома сива)                                  | Cleome ornithopodioides L. s.l.                                      | Зникаючий               | Судинні рослини |
| 48    | Ковила азовська                                                                          | Stipa maeotica Klokov et Ossycznjuk                                  | Недостатньо відомий     | Судинні рослини |
| 49    | Ковила відмінна                                                                          | Stipa anomala P.Smirn. ex Roshev.                                    | Зникаючий               | Судинні рослини |
| 50    | Ковила волосиста                                                                         | Stipa capillata L.                                                   | Неоцінений              | Судинні рослини |
| 51    | Ковила вузьколиста                                                                       | Stipa tirsa Steven                                                   | Вразливий               | Судинні рослини |
| 52    | Ковила дніпровська                                                                       | Stipa borysthenica Klokov ex Prokudin                                | Вразливий               | Судинні рослини |
| 53    | Ковила донецька                                                                          | Stipa donetzica Czupryna                                             | Недостатньо відомий     | Судинні рослини |
| 54    | Ковила Залеського                                                                        | Stipa zalesskii Wilensky                                             | Вразливий               | Судинні рослини |
| 55    | Ковила Лессінга                                                                          | Stipa lessingiana Trin. et Rupr.                                     | Неоцінений              | Судинні рослини |
| 56    | Ковила найкрасивіша                                                                      | Stipa pulcherrima K. Koch                                            | Вразливий               | Судинні рослини |
| 57    | Ковила пірчаста                                                                          | Stipa pennata L.                                                     | Вразливий               | Судинні рослини |
| 58    | Ковила пухнастолиста                                                                     | Stipa dasyphylla (Czern. ex Lindem.) Trautv.                         | Вразливий               | Судинні рослини |
| 59    | Ковила українська                                                                        | Stipa ucrainica P. Smirn.                                            | Неоцінений              | Судинні рослини |
| 60    | Ковила шорстка                                                                           | Stipa asperella Klokov et Ossycznjuk                                 | Недостатньо відомий     | Судинні рослини |
| 61    | Козельці донецькі                                                                        | Tragopogon donetzicus Artemcz.                                       | Неоцінений              | Судинні рослини |
| 62    | Коручка болотна                                                                          | Epipactis palustris (L.) Crantz                                      | Вразливий               | Судинні рослини |
| 63    | Коручка темно-червона                                                                    | Epipactis atrorubens (Hoffm. ex Bernh.) Besser                       | Вразливий               | Судинні рослини |
| 64    | Коручка чемерникоподібна (коручка широколиста)                                           | Epipactis helleborine (L.) Crantz                                    | Неоцінений              | Судинні рослини |
| 65    | Косарики тонкі                                                                           | Gladiolus tenuis M.Bieb.                                             | Вразливий               | Судинні рослини |
| 66    | Костриця крейдова                                                                        | Festuca cretacea T.Pop. et Proskor.                                  | Неоцінений              | Судинні рослини |
| 67    | Ксантопармелія грубозморшкувата, неофусцелія грубозморшкувата, пармелія грубозморшкувата | Xanthoparmelia ryssolea (Ach.) O. Blanco et al.                      | Вразливий               | Лишайники       |
| 68    | Ксантопармелія загорнута, ксантопармелія камчадальська, пармелія блукаюча                | Xanthoparmelia convoluta (Krempelh.) Hale                            | Вразливий               | Лишайники       |
| 69    | Кучерявка відігнута                                                                      | Atraphaxis replicata Lam.                                            | Рідкісний               | Судинні рослини |
| 70    | Кучерявка кущова                                                                         | Atraphaxis frutescens (L.) K.Koch.                                   | Зникаючий               | Судинні рослини |
| 71    | Ламкоколосник ситниковий                                                                 | Psathyrostachys juncea (Fisch.) Nevski                               | Рідкісний               | Судинні рослини |
| 72    | Левкой запашний                                                                          | Matthiola fragrans Bunge                                             | Рідкісний               | Судинні рослини |
| 73    | Лімацела степова                                                                         | Limacella steppicola Zerova et Wasser                                | Недостатньо відомий     | Гриби           |
| 74    | Любка дволиста                                                                           | Platanthera bifolia (L.) Rich.                                       | Неоцінений              | Судинні рослини |
| 75    | Льонок крейдовий                                                                         | Linaria cretacea Fisch. ex Spreng.                                   | Неоцінений              | Судинні рослини |
| 76    | Міріостома шийкова (міріостома дірчаста, міріостома стрижневидна)                        | Myriostoma coliforme (With.: Pers.) Corda                            | Рідкісний               | Гриби           |
| 77    | Осока лапкоподібна                                                                       | Carex pediformis C. A. Mey.                                          | Рідкісний               | Судинні рослини |
| 78    | Осот різнолистий                                                                         | Cirsium heterophyllum (L.) Hill                                      | Недостатньо відомий     | Судинні рослини |
| 79    | Палімбія солончакова                                                                     | Palimbia salsa (L. f.) Besser                                        | Вразливий               | Судинні рослини |
| 80    | Печериця таблитчаста                                                                     | Agaricus tabularis Peck                                              | Зникаючий               | Гриби           |
| 81    | Пирій ковилолистий                                                                       | Elytrigia stipifolia (Czern. ex Nevski) Nevski                       | Неоцінений              | Судинні рослини |
| 82    | Півники борові                                                                           | Iris pineticola Klokov                                               | Вразливий               | Судинні рослини |
| 83    | Півники рогаті                                                                           | Iris furcata M.Bieb.                                                 | Зникаючий               | Судинні рослини |
| 84    | Півонія тонколиста                                                                       | Paeonia tenuifolia L.                                                | Вразливий               | Судинні рослини |
| 85    | Плаунець заплавний (лікоподієлла заплавна)                                               | Lycopodiella inundata (L.) Holub                                     | Рідкісний               | Судинні рослини |
| 86    | Плодоріжка блощична (зозулинець блощичний)                                               | Anacamptis coriophora (L.) R.M. Bateman, Pridgeon et M.W. Chase s.l. | Вразливий               | Судинні рослини |
| 87    | Плодоріжка болотна (зозулинець болотний)                                                 | Anacamptis palustris (Jacq.) R.M. Bateman, Pridgeon et M.W. Chase    | Вразливий               | Судинні рослини |
| 88    | Полин суцільнобілий                                                                      | Artemisia hololeuca M.Bieb.ex Besser                                 | Неоцінений              | Судинні рослини |
| 89    | Пухирник малий                                                                           | Utricularia minor L.                                                 | Вразливий               | Судинні рослини |
| 90    | Ранник весняний                                                                          | Scrophularia vernalis L.                                             | Вразливий               | Судинні рослини |
| 91    | Ранник гранітний                                                                         | Scrophularia granitica Klokov et A.Krasnova                          | Недостатньо відомий     | Судинні рослини |
| 92    | Ранник донецький                                                                         | Scrophularia donetzica Kotov                                         | Неоцінений              | Судинні рослини |
| 93    | Ранник крейдовий                                                                         | Scrophularia cretacea Fisch. ex Spreng.                              | Неоцінений              | Судинні рослини |
| 94    | Рябчик малий                                                                             | Fritillaria meleagroides Patrinex Schult. et Schult.f.               | Вразливий               | Судинні рослини |
| 95    | Рябчик руський                                                                           | Fritillaria ruthenica Wikstr.                                        | Вразливий               | Судинні рослини |
| 96    | Рядовка опенькоподібна                                                                   | Tricholoma focale (Fr.) Ricken                                       | Вразливий               | Гриби           |
| 97    | Рястка Буше                                                                              | Ornithogalum boucheanum (Kunth) Asch.                                | Неоцінений              | Судинні рослини |
| 98    | Сальвінія плаваюча                                                                       | Salvinia natans (L.) All.                                            | Неоцінений              | Судинні рослини |
| 99    | Серпій донецький (клязея донецька)                                                       | Klasea donetzica (Dubovik) J.Holub                                   | Рідкісний               | Судинні рослини |
| 100   | Серпій донський (клязея донська)                                                         | Klasea tanaitica (P.Smirn.) J.Holub                                  | Рідкісний               | Судинні рослини |
| 101   | Смілка крейдова                                                                          | Silene cretacea Fisch. ex Spreng.                                    | Вразливий               | Судинні рослини |
| 102   | Солодка гола                                                                             | Glycyrrhiza glabra L.                                                | Неоцінений              | Судинні рослини |
| 103   | Солодушка крейдова                                                                       | Hedysarum cretaceum Fisch.                                           | Зникаючий               | Судинні рослини |
| 104   | Солодушка українська                                                                     | Hedysarum ucrainicum Kaschm.                                         | Зникаючий               | Судинні рослини |
| 105   | Сон лучний (сон чорніючий, сон богемський)                                               | Pulsatilla pratensis (L.) Mill. s.l.                                 | Неоцінений              | Судинні рослини |
| 106   | Сон розкритий                                                                            | Pulsatilla patens (L.) Mill. s.l.                                    | Неоцінений              | Судинні рослини |
| 107   | Сонцецвіт сивий (сонянка сива)                                                           | Helianthemum canum (L.) Hornem. s.l.                                 | Рідкісний               | Судинні рослини |
| 108   | Трутовик коренелюбний                                                                    | Polyporus rhizophilus (Pat.) Sacc.                                   | Рідкісний               | Гриби           |
| 109   | Тюльпан дібровний                                                                        | Tulipa quercetorum Klokovet Zoz                                      | Вразливий               | Судинні рослини |
| 110   | Тюльпан змієлистий                                                                       | Tulipa ophiophylla Klokovet Zoz                                      | Вразливий               | Судинні рослини |
| 111   | Тюльпан Шренка                                                                           | Tulipa schrenkii Regel                                               | Вразливий               | Судинні рослини |
| 112   | Цибуля лінійна                                                                           | Allium lineare L.                                                    | Вразливий               | Судинні рослини |
| 113   | Цибуля савранська                                                                        | Allium savranicum Besser                                             | Вразливий               | Судинні рослини |
| 114   | Шафран сітчастий                                                                         | Crocus reticulatus Steven ex Adams                                   | Неоцінений              | Судинні рослини |
| 115   | Шиверекія подільська                                                                     | Schivereckia podolica (Besser) Andrz. ex DC.                         | Неоцінений              | Судинні рослини |
| 116   | Шоломниця крейдова                                                                       | Scutellaria creticola Juz.                                           | Неоцінений              | Судинні рослини |
| 117   | Юринея Талієва                                                                           | Jurinea talievii Klokov                                              | Недостатньо відомий     | Судинні рослини |